# Cross Timber
Cross Timber – miasto w Stanach Zjednoczonych, w stanie Teksas, w hrabstwie Johnson.